# Куликов, Дмитрий Русланович
Дмитрий Русланович Куликов (род. 31 мая 2001, Станко, Ивановская область) — российский хоккеист, вратарь московского «Динамо». Мастер спорта России (2024).

## Биография
Начал заниматься хоккеем в школе «Атланта», в 2012 году перешёл в академию московского «Спартака». С 2018 года начал выступать за МХК «Спартак» в Молодёжной хоккейной лиге, где дебютировал 3 октября 2018 года в матче против нижегородской «Чайки» (6:2). За МХК «Спартак» выступал с 2018 по 2021 год, проведя 81 матч при 45 победах и 93,3 % спасений.
C 2021 года начал привлекаться к играм за фарм-клуб московского «Спартака» в Высшей хоккейной лиге — воскресенский «Химик». Дебютировал в ВХЛ 13 сентября 2021 года в матче против «Барса» (2:3 Б). В дебютном сезоне на профессиональном уровне Куликов провёл 27 матчей за воскресенский «Химик» при 18 победах и 93 % спасений, а также дважды был признан лучшим новичком недели ВХЛ. 20 мая 2022 года заключил новый двусторонний контракт со «Спартаком» на три года.
С 2023 года начал выступать за основной состав «Спартака» в Континентальной хоккейной лиге. Дебютировал за «Спартак» в КХЛ 6 января 2023 года в матче против нижегородского «Торпедо» (2:5), заменив по ходу встречи Алексея Красикова. В сезоне 2022/23 вместе с «Химиком» стал обладателем Кубка Петрова, а также был признан лучшим вратарём сезона в ВХЛ.
25 июля 2025 года был обменян на Никиту Буруянова в московское «Динамо».

## Достижения
- Обладатель Кубка Петрова: 2022/23[8]
- Лучший вратарь сезона ВХЛ: 2022/23[8]